# Château-fort de Alūksne

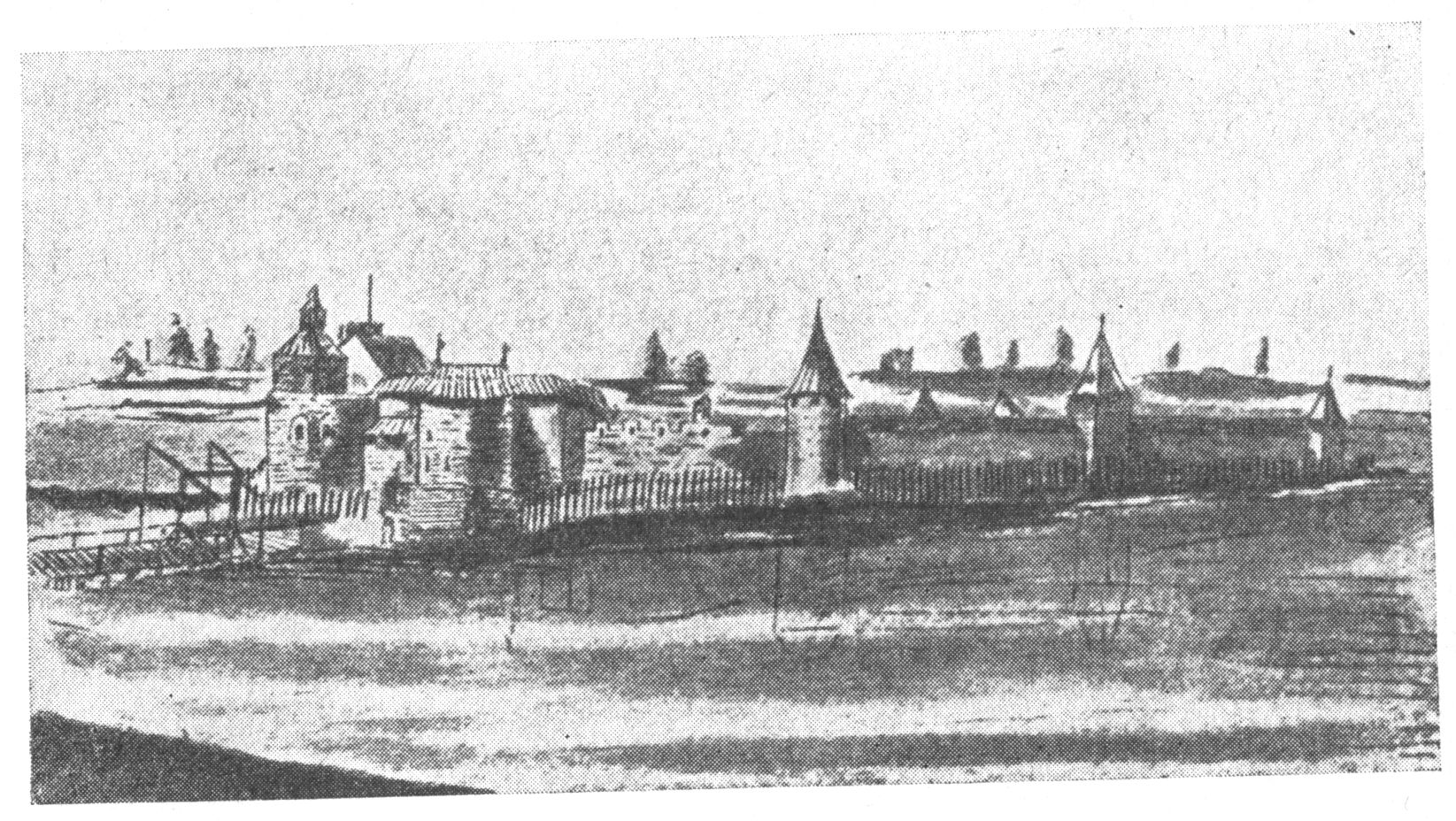
Le château d’Alūksne en 1661 vu du nord-ouest.

L'ancien château d'Alūksne ou château de Marienbourg (en letton : Marienburgas pils, Alūksnes pils ; en allemand : Marienburg) est un château fort construit en 1342 dans la ville actuelle d'Alūksne, en Lettonie.
Le château a été en grande partie détruit en 1702.

## Histoire

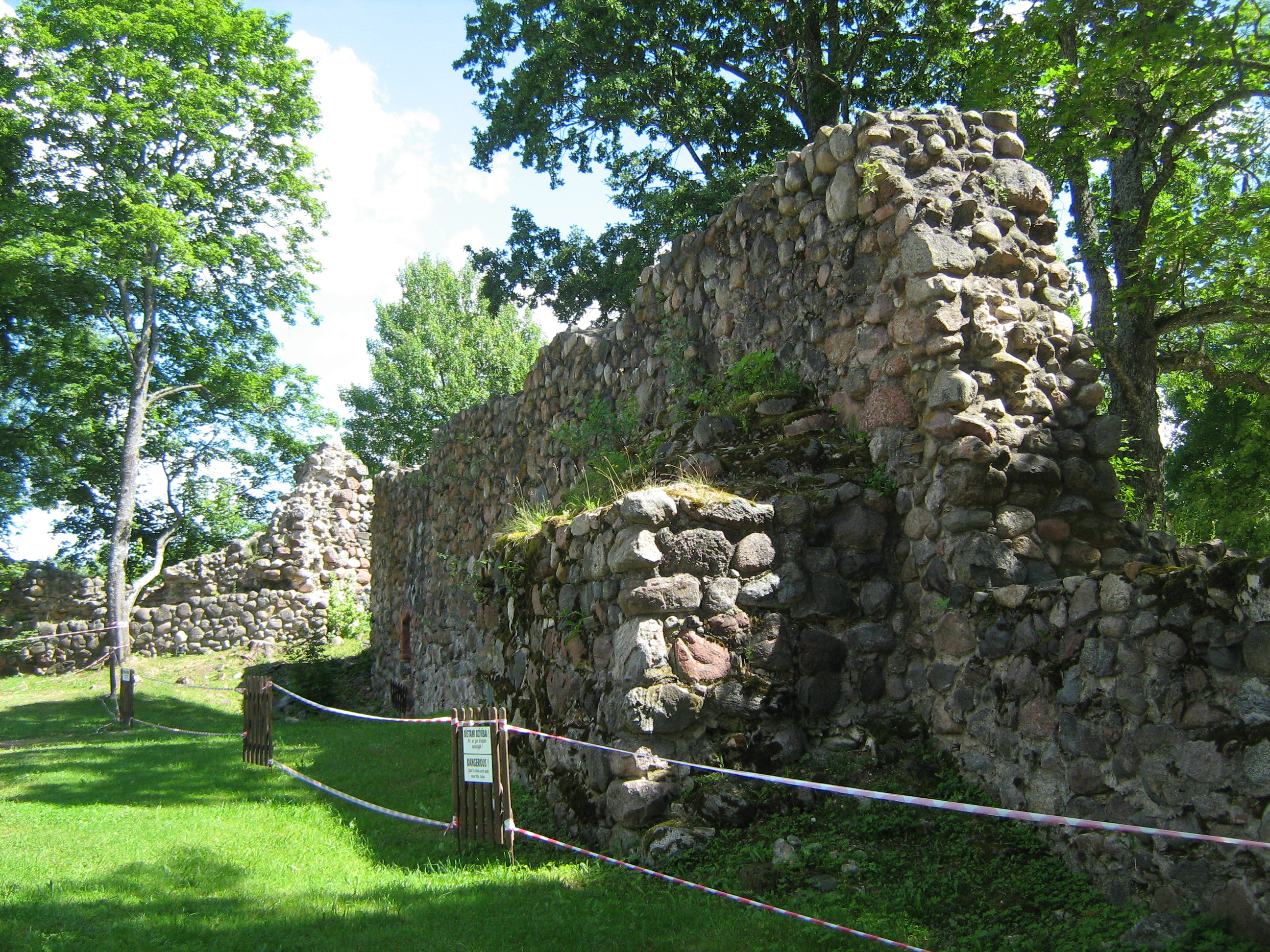
Les murailles vues de l'intérieur (2010).

Le château est bâti en 1342 sur la plus grande ile du lac d'Alūksne. Il est nommé Marienburg (en référence à Marie). Ce premier château construit par Burkhard von Dreileben, membre de l'ordre Teutonique, participe à un renforcement majeur de la frontière orientale de la Terra Mariana, l’ancienne Livonie.
La même année, le château-fort de Vastseliina, une autre forteresse majeure, est construite à proximité de Vastseliina. Juste après la construction, le centre de  commandement est déplacé de Gaujiena à Alūksne.
La résistance de la forteresse a été prouvée par de nombreuses attaques au cours du XVIe siècle. Alūksne est prise par les troupes de Ivan le Terrible en 1560, pendant la guerre de Livonie. Il est rattaché en 1582 à la  république des Deux Nations puis, en 1629, à l’Empire suédois.
Après la chute de l'ordre de Livonie, le château reste habitable. En 1702, pendant la grande guerre du Nord, il est finalement détruit par l’armée suédoise pour éviter sa prise par les Russes. Les ruines sont restées en l'état et de nos jours elles accueillent une scène à ciel ouvert et une aire de loisirs dans l’ile du château.

## Architecture

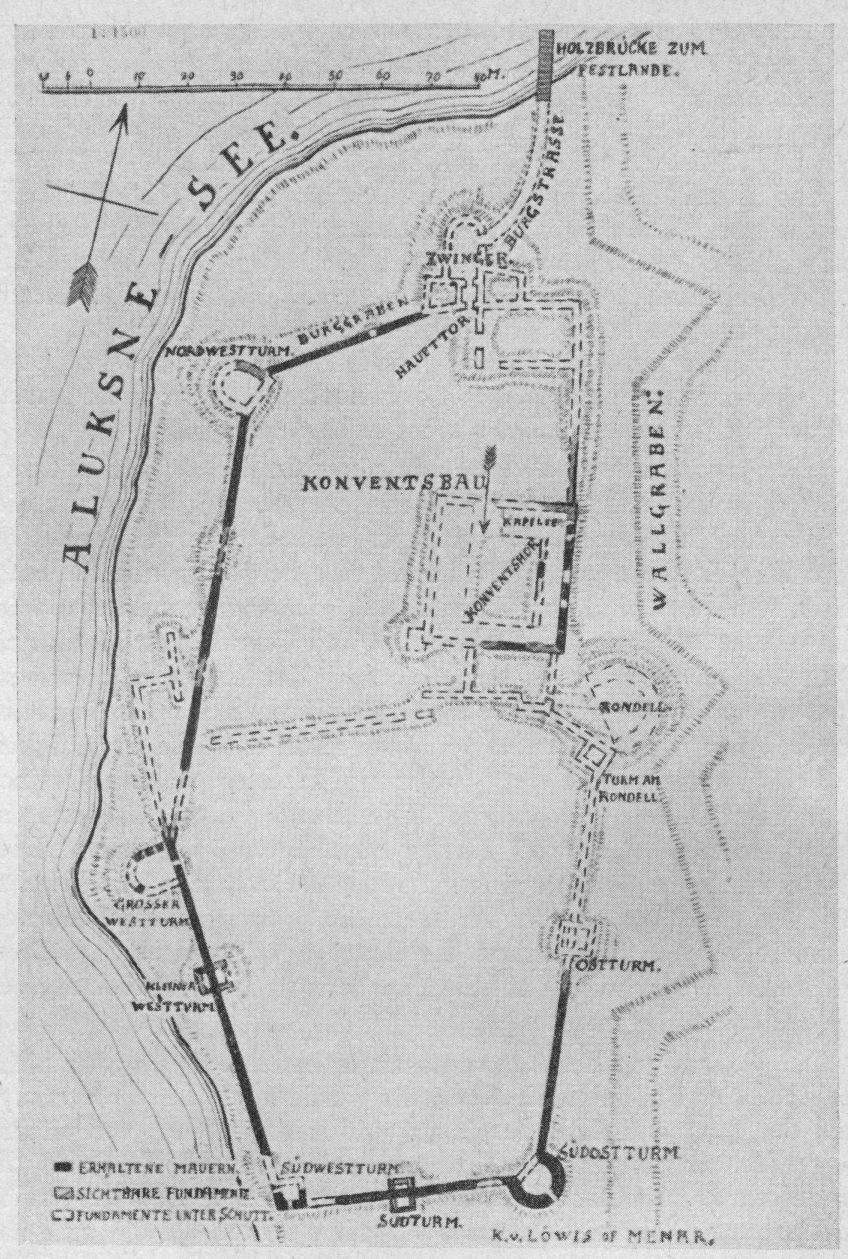
Plan du château selon Karl von Lövis de Menar.

La forteresse est d'abord construite en bois. Plus tard, les murs d'enceinte sont reconstruits en pierres et les bâtiments du couvent en briques. Les plans sont, sous de nombreux aspects, similaires à ceux de la forteresse de Viljandi, comme les bâtiments du couvent flanquée d'une tour. La porte principale, protégée par deux tours, date de la même époque. À la fin du XVIIe siècle, la forteresse est complétée par des ravelins et des remparts.